# PHP
PHP este un limbaj de programare. Numele PHP provine din limba engleză și este un acronim recursiv : Php: Hypertext Preprocessor. Folosit inițial pentru a produce pagini web dinamice, este folosit pe scară largă în dezvoltarea paginilor și aplicațiilor web. Se folosește în principal înglobat în codul HTML, dar începând de la versiunea 4.3.0 se poate folosi și în mod „linie de comandă” (CLI), permițând crearea de aplicații independente. Este unul din cele mai importante limbaje de programare web open-source și server-side, existând versiuni disponibile pentru majoritatea web serverelor și pentru toate sistemele de operare. Conform statisticilor este instalat pe 20 de milioane de site-uri web și pe 1 milion de servere web. Este disponibil sub Licenṭa PHP ṣi Free Software Foundation îl consideră a fi un software liber.
Inițial, limbajul a fost dezvoltat de inventatorul său, Rasmus Lerdorf. Odată cu creșterea numărului de utilizatori, dezvoltarea a fost preluată de o nouă entitate, numită The PHP Group (Grupul PHP).

## Istoric
PHP însemna inițial Personal Home Page. PHP a fost început în 1994 ca o extensie a limbajului server-side Perl, și apoi ca o serie de CGI-uri compilate de către Rasmus Lerdorf, pentru a genera un curriculum vitae și pentru a urmări numărul de vizitatori ai unui site. Apoi a evoluat în PHP/FI 2.0, dar proiectul open-source a început să ia amploare după ce Zeev Suraski și Andi Gutmans, de la Technion au lansat o nouă versiune a interpretorului PHP în vara anului 1998, această versiune primind numele de PHP 3.0. Tot ei au schimbat și numele în acronimul recursiv de acum, până atunci PHP fiind cunoscut ca Personal Home Page Tools. Apoi Suraski și Gutmans au rescris baza limbajului, producând astfel și Zend Engine în 1999. În mai 2000 a fost lansat PHP 4.0, având la bază Zend Engine 1.0.

### PHP 5
Pe 13 iulie 2004 a fost lansat PHP 5, cu Zend Engine II, ce a adus și o orientare obiect mai pronunțată și suportând mai multe caracteristici ale acestui tip de programare.
PHP 5 aduce mai multe noutăți față de versiunea 4:
- Suport îmbunătățit pentru OOP
- Introduce extensia PDO - PHP Data Objects, care definește o modalitate facilă și consistentă de accesare a diferitelor baze de date
- Îmbunătățiri de performanță
- Suport îmbunătățit pentru MySQL și MSSQL
- Suport nativ pentru SQLite
- Suport SOAP integrat
- Iteratori pentru date
- Controlul erorilor prin tratarea de excepții

La sfârșitul lui 2007 doar versiunea 5.x mai era întreținută, deoarece în data de 13 iulie 2007 (exact la 3 ani după lansarea PHP5), PHP Group a anunțat că PHP4 va fi scos din uz pe 31 decembrie 2007, deși prognozează că anumite upgrade-uri de securitate se vor oferi până pe 8 august 2008.. Dezvoltarea la PHP 6 începuse deja în decembrie 2007 și urmează să fie oferit odată cu scoaterea din uz a PHP4.

### PHP 6
PHP 6 are următoarea agendă de îmbunătățiri și modificări:
- îmbunătățirea suportului pentru Unicode
- retragerea definitivă a unor funcții ca register_globals și magic_quotes, și a variabilelor tip $HTTP_*_VARS
- var va fi un alias pentru public, și folosirea lui va ridica o atenționare E_STRICT.
- suport pentru int pe 64 biți.
- taguri tip ASP sunt retrase definitiv.
- XMLReader, XMLWriter, Fileinfo vor face parte din distribuția principală
- următoarele pachete au fost scoase din distribuția principală: Freetype1, GD1, mime_magic
- funcția ereg() nu mai este disponibilă
- instanțierea obiectelor prin referință (& new Obiect()) generează o eroare E_STRICT.
- erorile tip E_STRICT sunt incluse în E_ALL.
- adăugarea instrucțiunii goto permite salturi la un alt bloc de comenzi.
- namespace, import, și goto devin cuvinte rezervate.
- accesarea caracterelor într-un șir (string) se face prin operatorul []. {} se scoate din uz ( ex: $str[42] funcționează, $str{42} nu funcționează)
- constantele FILE_BINARY și FILE_TEXT devin disponibile pentru folosirea în funcții de citire/scriere fișiere
- foreach va suporta array multi dimensional: foreach($a as $b => list($c, $d))
- pentru operatorul ternar expresia pentru valoarea true nu mai este obligatorie ($a = $s ?: ‘b’; // returns $a = $s;)
- opțiunea safe_mode a fost înlăturată.
- operatorul and a fost înlăturat.
- funcția microtime() returnează un float.
- zend.ze1_compatibility_mode a fost înlăturat.

### Istoricul versiunilor

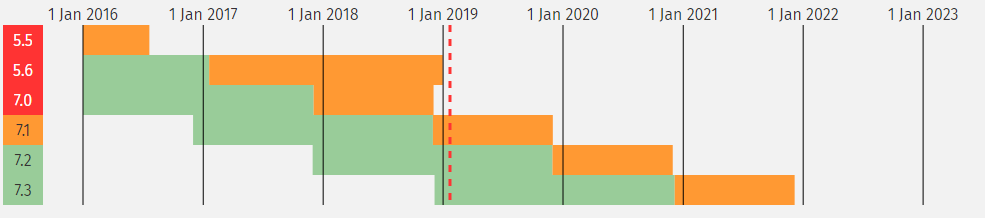
Sursa: http://php.net/supported-versions.php

| Culoare  | Tipul versiunii   | Development                               |
| -------- | ----------------- | ----------------------------------------- |
| Rosu     | Versiune veche    | Nu mai este dezvoltata                    |
| Galben   | Versiune stabila  | Remedieri de securitate                   |
| Verde    | Versiune stabila  | Remedieri erori si probleme de securitate |
| Albastru | Versiune viitoare | Funcții noi                               |

| Versiune | Data lansare     | Support pana       | Note                                                                                              |
| -------- | ---------------- | ------------------ | ------------------------------------------------------------------------------------------------- |
| 1.0      | 1995-06-08       |                    | Nume oficial "Personal Home Page Tools (PHP Tools)". Aceasta este prima folosire a numelui "PHP". |
| 2.0      | 1997-11-01       |                    | Nume oficial "PHP/FI 2.0".                                                                        |
| 3.0      | 1998-06-06       | 2000-10-20         |                                                                                                   |
| 4.0      | 2000-05-22       | 2001-06-23         |                                                                                                   |
| 4.1      | 2001-12-10       | 2002-03-12         |                                                                                                   |
| 4.2      | 2002-04-22       | 2002-09-06         |                                                                                                   |
| 4.3      | 2002-12-27       | 2005-03-31         |                                                                                                   |
| 4.4      | 2005-07-11       | 2008-08-07         |                                                                                                   |
| 5.0      | 2004-07-13       | 2005-09-05         |                                                                                                   |
| 5.1      | 2005-11-24       | 2006-08-24         |                                                                                                   |
| 5.2      | 2006-11-02       | 2011-01-06         |                                                                                                   |
| 5.3      | 2009-06-30       | 2014-08-14         |                                                                                                   |
| 5.4      | 2012-03-01       | 2015-09-03         |                                                                                                   |
| 5.5      | 2013-06-20       | Iunie 2016         |                                                                                                   |
| 5.6      | 2014-08-28       | August 2017        |                                                                                                   |
| 6.x      | Nu a fost lansat | N/A                | Versiune abandonata a PHP care plănuia să includă suport nativ Unicode support.                   |
| 7.0      | 2015-12-03       | 3 ani după lansare |                                                                                                   |
| 7.1      | 2016             | 3 ani după lansare |                                                                                                   |

## Popularitate

LAMP cuprinde PHP

PHP-ul este unul din cele mai folosite limbaje de programare server-side, conform unui studiu efectuat de Netcraft în aprilie 2002, apărând pe 9 din cele 37 milioane de domenii cercetate în studiu. De asemenea, există un grafic al creșterii folosirii PHP-ului pe site-ul oficial. Popularitatea de care se bucură acest limbaj de programare se datorează următoarelor caracteristici :
- Familiaritatea : sintaxa limbajului este foarte ușoară combinând sintaxele unora din cele mai populare limbaje Perl sau C;
- Simplitatea : sintaxa limbajului este destul de liberă. Nu este nevoie de includere de biblioteci sau de directive de compilare, codul PHP inclus într-un document executându-se între marcajele speciale;
- Eficiența : PHP-ul se folosește de mecanisme de alocare a resurselor, foarte necesare unui mediu multiutilizator, așa cum este web-ul;
- Securitate : PHP-ul pune la dispoziția programatorului  un set flexibil și eficient de măsuri de siguranță;
- Flexibilitate : fiind apărut din necesitatea dezvoltării web-ului, PHP a fost modularizat pentru a ține pasul cu dezvoltarea diferitelor tehnologii. Nefiind legat de un anumit server web, PHP-ul a fost integrat pentru numeroasele servere web existente: Apache, IIS, Zeus, server etc.;
- Gratuitate : este probabil cea mai importantă caracteristică a PHP-ului. Dezvoltarea PHP-ului sub licența open-source a determinat adaptarea rapidă a PHP-ului la nevoile web-ului, eficientizarea și securizarea codului.

## Utilizare
PHP este simplu de utilizat, fiind un limbaj de programare structurat, ca și C-ul, Perl-ul sau începând de la versiunea 5 chiar Java, sintaxa limbajului fiind o combinație a celor trei. Datorită modularității sale poate fi folosit și pentru a dezvolta aplicații de sine stătătoare, de exemplu în combinație cu PHP-GTK sau poate fi folosit ca Perl sau Python în linia de comandă. Probabil una din cele mai importante facilități ale limbajului este conlucrarea cu majoritatea bazelor de date relaționale, de la MySQL și până la Oracle, trecând prin MS Sql Server, PostgreSQL, sau DB2.
PHP poate rula pe majoritatea sistemelor de operare, de la UNIX, Windows, sau Mac OS X și poate interacționa cu majoritatea serverelor web. Codul dumneavoastră PHP este interpretat de serverul WEB și generează un cod HTML care va fi văzut de utilizator (clientului -browserului- fiindu-i transmis numai cod HTML).
Arhitectura tip LAMP a devenit populară în industria web ca modalitate rapidă, gratuită și integrată de dezvoltare a aplicațiilor. Alături de Linux, Apache și Mysql, PHP reprezintă litera P, deși uneori aceasta se referă la Python sau Perl. Linux ocupă rolul de sistem de operare pentru toate celelalte aplicații, MySQL gestionează bazele de date, Apache are rol de server web, iar PHP are rol de interpretator și comunicator între acestea.
PHP folosește extensii specifice pentru fișierele sale: .php, .php3, .ph3, .php4, .inc, .phtml. Aceste fișiere sunt interpretate de către serverul web iar rezultatul este trimis în formă de text sau cod HTML către browser-ul clientului.

## Tipuri de date interne
1. Boolean - valori logice tip adevărat sau false, similare cu cele din C++ sau Perl.
2. Integer - numere întregi (în baza 10, 2 sau 16). Valoarea maximă depinde de sistem și de tipul de integer. Tipul poate fi "signed" („cu semn”) sau "unsigned" („fără semn”), adică dependent de semnul + sau − sau independent de acestea. Valorile pentru integer unsigned sunt mai mari decât cele pentru signed. Sistemele pe 32 bits pot crea numere întregi cu semn între -2147483648 și 2147483647 ( 2^31-1 ). Maximul pentru sisteme pe 64 bits este 9223372036854775807.
3. Float - cunoscute ca numere reale. Valorile maxime sunt de asemenea dependente de platformă, in general cu un maxim de ~1.8e308 cu o precizie de 16 zecimale după virgulă (formatul 64 bits IEEE).
4. String - șiruri de caractere. Înainte de PHP6, un caracter era echivalent cu un byte. Nu există limitări pentru lungimea unui șir, în afara memoriei alocate PHP.
5. Array - în PHP un array este un tip de data care conține un grup de elemente. Fiecare element are un indice intern în grup, iar fiecărui indice îi corespunde o valoare - elementul în sine. Un astfel de grup poate fi folosit ca o simulare pentru diverse situații matematice precum vectori, serii, dicționare de elemente, liste ordonate, matrici sau matrici de matrici. Indicii și valorile unui grup pot fi orice tip de data interna PHP (cu excepții: obiectele, resursele și null nu pot fi indici).
6. Obiecte - O clasa este o colecție de proprietăți și funcții având o logică comună. Obiectele sunt instanțe ale unei clase, în care proprietățile obiectului primesc valori specifice. Vezi POO - programarea orientată pe obiecte.
7. Resurse - acestea sunt variabile speciale care conțin legături cu resurse externe PHP. De exemplu, conexiunea cu o bază de date este o resursa deschisă și menținută cu ajutorul unor funcții special definite pentru aceasta muncă.
8. NULL - este un tip special de dată, care semnifică că variabila respectivă nu a fost definită și că nu are valoare sau valoarea e necunoscută.

## Funcții
PHP are sute de funcții incorporate și alte câteva mii disponibile prin intermediul extensiilor.

### Versiunile 5.2 și anterioare
În aceste versiuni funcțiile nu sunt obiecte de prima clasă. Aceasta înseamnă că funcțiile nu pot fi create dinamic în timpul executării programului și că pot fi chemate doar prin numele dat când au fost definite. Utilizatorul poate crea funcții în orice moment în program. În acest exemplu cuvântul cheie function definește funcția cu numele adauga care primește un număr de 2 parametri de intrare și returnează suma acestora.
```
function
 
adauga
(
$x
,
 
$y
)

{

    
return
 
$x
 
+
 
$y
;

}

echo
 
adauga
(
 
2
,
 
4
);
 
// returnează 6

```

### Versiunile 5.3 și mai noi
PHP are suport pentru funcții de rangul întâi și pentru funcții anonime, precum cele folosite în Javascript.
```
function
 
getAdder
(
$x
)

{

    
return
 
function
 
(
$y
)
 
use
 
(
$x
)
 
{

        
// or: lexical $x;

        
return
 
$x
 
+
 
$y
;

    
};

}

```

Pentru mai multe detalii: Lamda functions and closures RFC.

## Obiecte
Funcționalități bazice de programare orientată pe obiecte au fost adăugate în PHP 3. În PHP 3 și 4 obiectele erau tratate ca un tip de dată bazic, însemnând că de fiecare dată când o variabilă era asignată sau folosită într-o funcție tot obiectul era copiat. Felul în care obiectele sunt tratate a fost complet rescris în PHP 5 iar acum obiectele sunt referențiate printr-un vector intern și nu după valoarea pe care o au. PHP 5 a introdus metode private și protejate, clase abstracte, constructori și destructori, funcționalități similare cu cele din alte limbaje de programare care folosesc paradigma OOP, precum C++.
Afișarea mesajului clasic "Hello world" folosind programare orientată pe obiecte:
```
<?php

  
Class
 
Hello
 
{

      
function
 
hello
()
 
{

          
return
 
"Hello world"
;

      
}

  
}

 
$world
 
=
 
new
 
Hello
();

 
echo
 
$world
->
hello
();

?>

```

## Sintaxă
Clasicul program hello-world în PHP:
```
<?php

 
echo
 
"Salut lume!"
;

?>

```

Sintaxa de mai sus este simplificată de programatorii avansați astfel: 
```
 
<?=
"Salut lume!"
?>

```

## Variabile globale
$GLOBALS - pot fi accesate toate variabilele globale care sunt accesibile script-ului PHP curent; acest vector este indexat chiar prin numele variabilelor globale. Această variabilă superglobală este accesibilă începând cu versiunea 3.0.0
$_SERVER - conține o serie de variabile ale căror valori sunt setate de server-ul web; majoritatea valorilor variabilelor din acest vector depind de mediul de execuție al script-ului curent. A fost introdusă începând de la versiunea 4.1.0. În versiunile anterioare se folosea $HTTP_SERVER_VAR .
Este o variabilă care conține informații cum ar fi headere, locația scriptului, sau informații despre vizitator și browser. Este posibil ca în funcție de setările fiecărui server și browser să nu fie active toate informațiile specificate de această variabilă. Această variabilă este de asemenea globală, adică se poate folosi oriunde în script, fără apelarea ei ca funcție globală (adică nu trebuie să o cereți cu global $_SERVER în funcțiile dvs.) În schimb $HTTP_SERVER_VARS conține aceleași informații dar nu este o funcție globală (atenție $HTTP_SERVER_VARSși $_SERVER sunt două variabile diferite, chiar dacă aparent fac aceleași lucruri) Dacă directiva register_globals este ON atunci aceste variabile vor deveni la rândul lor variabile globale în cadrul scriptului. Elementele acestor variabile sunt cele de mai jos (atenție: în funcție de setările serverului și browserului unele elemente pot lipsi)
' PHP_SELF ' - conține numele fișierului unde se execută scriptul curent, relativ la rădacină (document root) De exemplu, $_SERVER['PHP_SELF'] într-un script la adresa http://example.com/test.php/foo.bar va fi /test.php/foo.bar . Constanta __FILE__ conține toată calea și numele fișierului curent.
' argv ' - Un array al argumentului trimis către script. Când scriptul rulează în linie de comandă, va da acces C-style la parametrii liniei de comanda. Când este accesat prin metoda GET, acesta va conține un sir de interogare.
' argc ' - Conține un număr al parametrilor liniei de comandă trimise către script (daca este rulat în linie de comanda).
' GATEWAY_INTERFACE ' - Returnează versiunea CGI utilizată pe server (exemplu ' CGI/1.1 ').
' SERVER_NAME ' - Numele server-ului de hosting unde se execută scriptul curent. Dacă scriptul rulează pe un host virtual, aceasta va conține valoarea definită pentru acel host virtual.
' SERVER_SOFTWARE ' - Returnează un șir de identificare al server-ului dat în header ca răspuns la cerere.
' SERVER_PROTOCOL ' - Numele și versiunea protocolului prin care este cerută pagina (exemplu ' HTTP/1.0 ')
' REQUEST_METHOD ' - returnează metoda utilizată pentru accesarea paginii (exemplu ' GET ', ' HEAD ', ' POST ', ' PUT ')
' REQUEST_TIME' - Valoarea timestamp dată la pornirea cererii. Este valabilă începînd de la versiunea PHP 5.1.0.
' QUERY_STRING ' - Șirul de interogare, dacă este, de la pagina care a fost accesată.
' DOCUMENT_ROOT ' - Directorul rădăcină unde este rulat scriptul curent, așa cum este definit în fișierul de configurație al serverului.
' HTTP_ACCEPT ' - Conținutul header-ului acceptat de la cererea curentă, dacă este unul.
' HTTP_ACCEPT_CHARSET ' - Conține setul de caractere acceptate și care este trimis de header-ul cererii respective, dacă există. Exemplu: ' iso-8859-1,*,utf-8 '.

' HTTP_ACCEPT_ENCODING ' - Conține tipul de codare trimis de cererea curentă prin header, dacă există.. Exemplu: ' gzip '.
' HTTP_ACCEPT_LANGUAGE ' - Conține limbajul trimis de cererea curentă prin header, dacă exista. Exemplu: ' en '.
' HTTP_CONNECTION ' - Conține informații despre conexiunea trimisă de cererea curentă prin header, dacă există. Exemplu: ' Keep-Alive '.
' HTTP_HOST ' - Conține informații despre host, header-ul de la cererea curentă, dacă există.
' HTTP_REFERER ' - Adresa paginii (dacă este) de unde a venit userul în pagina curentă. Aceasta este setată de către browser. Nu toate browserele setează această valoare, și chiar unele au posibilitatea de a modifica HTTP_REFERER așa cum vor. Pe scurt, nu este de încredere.
' HTTP_USER_AGENT ' - Conține semnătura browser-ului trimisă prin header la cererea curentă, dacă există. Un exemplu tipic este: Mozilla/4.5 [en] (X11; U; Linux 2.2.9 i586) . În afară de asta, puteți utiliza get_browser() pentru a vedea ce capabilități are browserul folosit de user și astfel să returnați pagina specifică pentru acel browser.

' HTTPS ' - Setează o valoare dacă scriptul a fost cerut printr-un protocol securizat HTTPS

' REMOTE_ADDR ' - Adresa de IP a userului care accesează pagina curentă.
' REMOTE_HOST ' - Numele hostului userului care vede pagina curentă. Este inversul DNS-ului userului bazat pe REMOTE_ADDR. Atenție: Serverul web trebuie configurat pentru a crea această variabilă. De exemplu în Apache va trebui HostnameLookups On în fișierul de configurare httpd.conf. Pentru alte detalii vedeți și funcția gethostbyaddr() .
' REMOTE_PORT ' - Portul prin care userul comunică cu serverul web.
' SCRIPT_FILENAME ' - Calea absolută unde se execută scriptul curent. Atenție: Dacă scriptul este rulat cu CLI, ca și cale relativă, cum ar fi file.php sau ../file.php , $_SERVER['SCRIPT_FILENAME'] va conține calea relativă specificată de către user.
' SERVER_ADMIN ' - Valoarea dată de directiva SERVER_ADMIN (pentru Apache) în fișierul de configurare al web serverului. Dacă scriptul rulează pe un host virtual, acesta va conține valoarea definită pentru acel host virtual.
' SERVER_PORT ' - Portul de pe server care este folosit pentru comunicare pe web. Pentru setările standard, acesta este ' 80 '; pentru SSL, de exemplu, se va schimba cu oricare port definit în transmisia securizată HTTP.
' SERVER_SIGNATURE ' - Conține un șir care cuprinde versiunea serverului și numele hostului virtual dacă este.
' PATH_TRANSLATED ' - Calea de bază a sistemul de fișiere (nu rădăcina documentului) de la scriptul curent, după ce serverul a terminat maparea oricăror cai ( virtual-to-real mapping) Atenție: Începând de la PHP 4.3.2, PATH_TRANSLATED nu mai este setat implicit în Apache 2 SAPI în contrast cu situația din Apache 1, unde este setată aceeași valoare ca și la SCRIPT_FILENAME. Această schimbare a fost făcută pentru a fi compatibilă cu specificațiile CGI în care PATH_TRANSLATED trebuie să existe doar dacă PATH_INFO este definit. Utilizatorii Apache 2 pot utiliza AcceptPathInfo = On în fișierul de configurație httpd.conf pentru a defini PATH_INFO .
' SCRIPT_NAME ' - Conține calea către scriptul curent. Acesta este util pentru pagini care trebuiesc definite către ele însuși. Constanta __FILE__ conține calea completă și numele de fișier al scriptului curent.
' REQUEST_URI ' - URI care este dat pentru accesarea paginii curente, de exemplu ' /index.html '.
' PHP_AUTH_DIGEST ' - Când rulați sub Apache ca modul, acțiunea Digest HTTP, valoarea acestei variabile este setată în 'Authorization' header trimis către client (care ar trebui utilizat pentru a face o validare corespunzătoare).
' PHP_AUTH_USER ' - Când este rulat sub Apache sau IIS (ISAPI pe PHP 5) ca modul, actiunea HTTP authentication, această variabilă conține numele userului trimis de către user.
' PHP_AUTH_PW ' - Când este rulat sub Apache sau IIS (ISAPI pe PHP 5) ca modul, actiunea HTTP authentication, această variabilă conține parola userului trimisă de către user.
' AUTH_TYPE ' - Când este rulat sub Apache ca modul acțiunea HTTP authenticated , această variabilă setează tipul de autentificare.

### Variabilele pentru trimiterea datelor
$_GET este o variabilă array globală. A fost introdusă în versiunea 4.1.0. Pentru versiunile anterioare se folosește $HTTP_GET_VARS care nu este variabilă globală. Puteți folosi $_GET pentru a trimite variabile cu valori prin intermediul linkurilor.
$_POST este de asemenea o variabilă array globală. A fost introdusa în versiunea 4.1.0. Pentru versiunile anterioare se folosește $HTTP_POST_VARS care nu este variabilă globală. Puteți folosi $_POST pentru a trimite variabile cu valori prin intermediul formularelor.
$_GET și $_POST conțin variabile primite de script prin intermediul unor transferuri care folosesc metodele HTTP get, respectiv post. De exemplu, prin intermediul acestor vectori pot fi accesate valorile câmpurilor dintr-un formular care a fost completat și transmis folosind una dintre cele doua metode.

### Variabilele HTTP cookies
$_COOKIE conține valorile variabilelor care conțin informații referitoare la cookie-urile păstrate pe calculatorul utilizatorului care accesează pagina web. A fost introdus în versiunea 4.1.0. În versiunile anterioare, utilizați $HTTP_COOKIE_VARS .
Variabile pentru uploadul fișierelor.
$_FILES conține variabile primite de script prin intermediul încărcărilor de fișiere prin metoda post. A fost introdus în versiunea 4.1.0. În versiunile anterioare se folosește $HTTP_POST_FILES care nu este variabilă globală.
Variabilele de mediu $_ENV.
$_ENV conține variabile disponibile prin intermediul mediului în care este executat. A fost introdus în versiunea 4.1.0. În versiunile anterioare, utilizați $HTTP_ENV_VARS.

### Variabilele pentru cereri
$_REQUEST conține variabile disponibile prin intermediul oricărui tip de mecanism cu ajutorul căruia utilizatorul poate introduce date. Este de tip array și conține valorile variabilelor $_GET , $_POST , și $_COOKIE. A fost introdusă în versiunea 4.1.0. Începând de la versiunea 4.3.0, informațiile din $_FILES au fost de asemenea incluse în $_REQUEST
Variabile de sesiune.
$_SESSION conține variabile care corespund sesiunii curente a script-ului, sub formă de array. A fost introdusă în versiunea 4.1.0 și este de asemenea globală. În versiunile anterioare folosiți $HTTP_SESSION_VARS.

### Variabile de mesaje de eroare
$php_errormsg - este o variabilă ce conține ultimul mesaj generat de către PHP Această variabilă este folosită în scopul de a vedea ce eroare apare și doar dacă opțiunile de configurare a erorilor track_errors este pornita (standard este pe OFF).

## PEAR
PEAR este un acronim pentru PHP Extension and Application Repository, și este un set de biblioteci scrise în cod PHP. Proiectul PEAR promovează refolosirea codului prin care se accesează funcții de bază comune. Deasemnea PEAR impune un stil de codare standard.

## Frameworks
1. Laravel
2. CodeIgniter
3. CakePHP
4. Symfony
5. Zend Framework 2
6. Phalcon
7. Yii
8. Aura
9. Fat-Free
10. PHP-MVC
11. Kohana
12. FuelPHP
13. Slim

## Suport
PHP are un manual oficial întreținut de comunitatea din jurul proiectului. În plus, răspunsurile la multe probleme pot fi găsite printr-o simplă căutare pe internet. Există multe resurse disponibile pentru un programator PHP începător.

## Certificare
Zend desfășoară un program de certificare pentru programatori pentru a deveni Inginer Certificat Zend. Examenul este bazat pe PHP versiunea 5.

## PHP România
PHP România este comunitatea oficială de programatori de PHP din România. Grupul a fost înființat în 2002, ajungând să cuprindă peste 18.000 de membri înscriși oficial în 2011. Comunitatea oferă suport tehnic gratuit tuturor membrilor prin intermediul forumului de discuții și prin intermediul blogurilor membrilor activi ai comunității.